# Natriumdioctylsulfosuccinaat
Het alkylsulfosuccinaat natriumdioctylsulfosuccinaat is een anionische oppervlakteactieve stof. Het is de diëster van 2-ethylhexan-1-ol en natriumsulfosuccinaat, het natriumzout van sulfobarnsteenzuur.
Natriumdioctylsulfosuccinaat verlaagt de oppervlaktespanning van water sterk en is een zeer goede bevochtiger. Het is weinig tot niet giftig en mag in contact komen met voedingswaren of aan farmaceutische bereidingen toegevoegd worden. Het is biologisch afbreekbaar.
De stof is opgenomen in de lijst van essentiële geneesmiddelen van de WHO.

## Synthese
Het wordt gevormd door de verestering van maleïnezuur of fumaarzuur met 2-ethylhexanol in een molverhouding van 1 op 2. De ester wordt vervolgens met natriumbisulfiet gesulfoneerd.

## Toepassingen
Het vindt toepassing op vele terreinen:
- als additief in alkydverven of verven op oliebasis, om de bevochtiging te bevorderen op vette of olieachtige ondergrond
- hulpstof om dispersies of emulsies te maken van allerlei stoffen (pigmenten, olie, pesticiden, farmaceutische preparaten ...)
- hulpstof om de oplosbaarheid van water in organische vloeistoffen te verhogen
- de farmaceutische kwaliteit met hoge zuiverheid wordt gebruikt als laxeermiddel (stoelgangverzachter)[3], of om oplostabletten te doen uiteenvallen
- bij het schoonmaken van groenten en fruit of van verpakking van voedingswaren[4]
- in "anti-vlooienshampoo" en dergelijke vloeibare producten die op de pels van honden en katten worden aangebracht tegen vlooien en andere ectoparasieten[5]. Het is veilig voor mens en dier en kan bij jonge dieren gebruikt worden

Natriumdioctylsulfosuccinaat is een ingrediënt van "Corexit", een chemisch dispergeermiddel voor de afbraak van olie in water. Dit wordt gebruikt voor de bestrijding van olielozingen op zee, zoals bij de olieramp in de Golf van Mexico in 2010.